# John DiBartolomeo
John DiBartolomeo (Westport, 20 giugno 1991) è un cestista statunitense naturalizzato israeliano, di origini russe e italiane, professionista in Europa.

## Statistiche

### College
| Anno      | Squadra             | PG | PT | MP   | TC%  | 3P%  | TL%  | RP  | AP  | PRP | SP  | PP   |
| --------- | ------------------- | -- | -- | ---- | ---- | ---- | ---- | --- | --- | --- | --- | ---- |
| 2011-2012 | Roch. Yellowjackets | 25 | 25 | 34,6 | 47,2 | 37,0 | 89,0 | 5,0 | 5,8 | 2,2 | 0,4 | 19,1 |
| 2012-2013 | Roch. Yellowjackets | 27 | 27 | 33,9 | 46,1 | 45,8 | 90,8 | 5,7 | 5,3 | 2,0 | 0,4 | 22,6 |
| Carriera  | Carriera            | 52 | 52 | 34,2 | 46,6 | 41,6 | 90,1 | 5,4 | 5,6 | 2,1 | 0,4 | 20,9 |

### Eurolega
| Anno      | Squadra          | PG  | PT | MP   | TC%  | 3P%  | TL%   | RP  | AP  | PRP | SP  | PP  |
| --------- | ---------------- | --- | -- | ---- | ---- | ---- | ----- | --- | --- | --- | --- | --- |
| 2017-2018 | Maccabi Tel Aviv | 28  | 6  | 12,9 | 32,6 | 28,6 | 80,8  | 1,6 | 1,4 | 0,5 | 0,0 | 3,3 |
| 2018-2019 | Maccabi Tel Aviv | 29  | 2  | 10,3 | 36,1 | 34,4 | 81,0  | 1,4 | 1,1 | 0,4 | 0,0 | 4,7 |
| 2019-2020 | Maccabi Tel Aviv | 12  | 0  | 13,5 | 50,0 | 47,1 | 94,7  | 1,0 | 1,7 | 0,8 | 0,0 | 7,8 |
| 2020-2021 | Maccabi Tel Aviv | 23  | 3  | 10,5 | 41,5 | 37,5 | 93,8  | 1,0 | 1,0 | 0,6 | 0,1 | 3,8 |
| 2021-2022 | Maccabi Tel Aviv | 30  | 0  | 13,2 | 35,9 | 32,4 | 90,0  | 1,2 | 1,2 | 0,7 | 0,0 | 3,9 |
| 2022-2023 | Maccabi Tel Aviv | 39  | 1  | 16,9 | 41,2 | 41,7 | 98,2* | 1,9 | 1,1 | 0,8 | 0,0 | 6,2 |
| 2023-2024 | Maccabi Tel Aviv | 29  | 8  | 14,8 | 39,5 | 39,3 | 100   | 2,0 | 1,1 | 0,7 | 0,0 | 4,8 |
| 2024-2025 | Maccabi Tel Aviv | 33  | 6  | 17,4 | 41,1 | 42,7 | 88,9  | 1,9 | 0,7 | 0,7 | 0,0 | 5,2 |
| Carriera  | Carriera         | 223 | 26 | 14,0 | 39,3 | 38,2 | 91,7  | 1,6 | 1,1 | 0,7 | 0,0 | 4,8 |

## Palmarès

### Squadra
- Campionato israeliano: 6

Maccabi Tel Aviv: 2017-18, 2018-19, 2019-20, 2020-21, 2022-23, 2023-24
- Coppa di Israele: 2

Maccabi Tel Aviv: 2020-21, 2025
- Coppa di Lega israeliana: 5

Maccabi Tel Aviv: 2017, 2020, 2021, 2022, 2024

### Individuale
- Ligat ha'Al MVP: 1

Maccabi Tel Aviv: 2016-17
- MVP Coppa di Lega israeliana: 1

Maccabi Tel Aviv: 2017
- All-Israeli League Fisrt Team: 1

Maccabi Tel Aviv: 2018-19
- Ligat ha'Al MVP finali: 1

Maccabi Tel Aviv: 2018-19